# Silez
| okres / system                    | okres / system | okres / system | epoka / oddział | epoka / oddział    | wiek / piętro | epoka / oddział regionalny (Europa zach.) | wiek / piętro regionalne (Europa zach.) | wiek / piętro regionalne (Europa zach.) | wiek (mln lat)         |
| perm                              | perm           | perm           | cisural         | cisural            | assel         |                                           | autun                                   | autun                                   | młodsze                |
| karbon                            | karbon         | pensylwan      | pensylwan       | późny pensylwan    | gżel          | silez                                     | autun                                   | autun                                   | 298,9 ±0,15–303,7 ±0,1 |
| karbon                            | karbon         | pensylwan      | pensylwan       | późny pensylwan    | gżel          | silez                                     | stefan                                  | C                                       | 298,9 ±0,15–303,7 ±0,1 |
| karbon                            | karbon         | pensylwan      | pensylwan       | późny pensylwan    | kasimow       | silez                                     | stefan                                  | C                                       | 303,7 ±0,1–307,0 ±0,1  |
| karbon                            | karbon         | pensylwan      | pensylwan       | późny pensylwan    | kasimow       | silez                                     | stefan                                  | B                                       | 303,7 ±0,1–307,0 ±0,1  |
| karbon                            | karbon         | pensylwan      | pensylwan       | późny pensylwan    | kasimow       | silez                                     | stefan                                  | A                                       | 303,7 ±0,1–307,0 ±0,1  |
| karbon                            | karbon         | pensylwan      | pensylwan       | późny pensylwan    | kasimow       | silez                                     | stefan                                  |                                         | 303,7 ±0,1–307,0 ±0,1  |
| karbon                            | karbon         | pensylwan      | pensylwan       | środkowy pensylwan | moskow        | silez                                     | stefan                                  | 307,0 ±0,1–315,2 ±0,2                   |                        |
| karbon                            | karbon         | pensylwan      | pensylwan       | środkowy pensylwan | moskow        | silez                                     | westfal                                 | 307,0 ±0,1–315,2 ±0,2                   | D                      |
| karbon                            | karbon         | pensylwan      | pensylwan       | środkowy pensylwan | moskow        | silez                                     | westfal                                 | 307,0 ±0,1–315,2 ±0,2                   | C                      |
| karbon                            | karbon         | pensylwan      | pensylwan       | środkowy pensylwan | moskow        | silez                                     | westfal                                 | 307,0 ±0,1–315,2 ±0,2                   | B                      |
| karbon                            | karbon         | pensylwan      | pensylwan       | wczesny pensylwan  | baszkir       | silez                                     | westfal                                 | 315,2 ±0,2–323,2 ±0,4                   |                        |
| karbon                            | karbon         | pensylwan      | pensylwan       | wczesny pensylwan  | baszkir       | silez                                     | westfal                                 | 315,2 ±0,2–323,2 ±0,4                   | A                      |
| karbon                            | karbon         | pensylwan      | pensylwan       | wczesny pensylwan  | baszkir       | silez                                     | namur                                   | 315,2 ±0,2–323,2 ±0,4                   | C                      |
| karbon                            | karbon         | pensylwan      | pensylwan       | wczesny pensylwan  | baszkir       | silez                                     | namur                                   | 315,2 ±0,2–323,2 ±0,4                   | B                      |
| karbon                            | karbon         | pensylwan      | pensylwan       | wczesny pensylwan  | baszkir       | silez                                     | namur                                   | 315,2 ±0,2–323,2 ±0,4                   |                        |
| karbon                            | karbon         | missisip       | missisip        | późny missisip     | serpuchow     | silez                                     | namur                                   | A                                       | 323,2 ±0,4–330,9 ±0,2  |
| karbon                            | karbon         | missisip       | missisip        | późny missisip     | serpuchow     |                                           | namur                                   |                                         | 323,2 ±0,4–330,9 ±0,2  |
| karbon                            | karbon         | missisip       | missisip        | środkowy missisip  | wizen         | dinant                                    | wizen                                   | wizen                                   | 330,9 ±0,2–346,7 ±0,4  |
| karbon                            | karbon         | missisip       | missisip        | wczesny missisip   | turnej        | dinant                                    | turnej                                  | turnej                                  | 346,7 ±0,4–358,9 ±0,4  |
| dewon                             | dewon          | dewon          | późny dewon     | późny dewon        | famen         |                                           |                                         |                                         | starsze                |
| Podział według ICS, wrzesień 2023 |                |                |                 |                    |               |                                           |                                         |                                         |                        |

Silez (ang. Silesian, fr. Silésien, pol. dawniej także sylezjan, sylezjen, oddział śląski) – niestandardowe wydzielenie stratygraficzne, obejmujące wyższą (późniejszą) część karbonu. Nazwa pochodzi od łacińskiej nazwy Śląska – Silesia; zaproponował ją w 1958 paleobotanik Stanisław Zbigniew Stopa.
W podziale standardowym silez jest odpowiednikiem serpuchowu oraz całego pensylwanu. Innymi słowy granica dinant–silez znajduje się niżej od granicy missisip–pensylwan (namur A w przybliżeniu odpowiada najwyższej części missisipu, choć kończy się nieco później).
- Silez w sensie geochronologicznym – druga epoka karbonu, trwająca 24,3 miliona lat (od 323,2 ±0,4 do 298,9 ±0,15 mln lat temu). Dzieli się na trzy wieki: namur, westfal i stefan.

- Silez w sensie chronostratygraficznym – wyższy oddział karbonu. Dzieli się na trzy piętra: namur, westfal i stefan.

Silez jest tradycyjną jednostką stratygraficzną karbonu, stosowaną dla regionu europejskiego. Osady silezu tworzyły się zwykle w warunkach lądowych z niewielkimi ingresjami morskimi i zawierają liczne pokłady węgla kamiennego - obejmuje tzw. karbon produktywny.